# Jean-Baptiste Fortoul
Pour les articles homonymes, voir Fortoul.
Jean-Baptiste Fortoul est un homme politique français né le 4 juillet 1812 à Digne-les-Bains (Alpes-de-Haute-Provence) et mort le 16 janvier 1890 à Aix-en-Provence (Bouches-du-Rhône).

## Biographie
Frère d'Hippolyte Fortoul, il est avocat puis secrétaire général de la préfecture des Basses-Alpes. Il est élu député des Basses-Alpes en février 1852, siégeant dans la majorité soutenant le Second Empire. Il démissionne en décembre 1852 pour entrer dans la magistrature et termine sa carrière en 1874 comme premier président de la cour d'Appel de Poitiers.

## Pour approfondir